# Saverdun
Saverdun – miejscowość i gmina we Francji, w regionie Oksytania, w departamencie Ariège.
Według danych na rok 1990 gminę zamieszkiwało 3 568 osób, a gęstość zaludnienia wynosiła 58 osób/km² (wśród 3020 gmin regionu Midi-Pyrénées Saverdun plasuje się na 89. miejscu pod względem liczby ludności, natomiast pod względem powierzchni na miejscu 60.).
Urodził się tutaj Jacques Fournier OCist, późniejszy papież Benedykt XII.

## Współpraca
Miejscowość partnerska:
- La Roche-en-Ardenne, Belgia